# Hensoldt
Hensoldt AG est une entreprise allemande spécialisée dans l'électronique militaire et dans la défense.
Hensoldt AG se classait en 2023 au 51e rang mondial pour la production d'armement.

## Activités
Hensoldt se positionne comme un spécialiste des capteurs et radars et fournit, par exemple, un nouveau radar Euroradar CAPTOR pour l'Eurofighter Typhoon, a développé un radar spécial (radar passif) pour la détection des avions furtifs et doit fournir des technologies clés pour l'avion de chasse germano-franco-espagnol du futur dans le cadre du projet dit « Système de combat aérien du futur » (FCAS).

## Historique
Hensoldt est fondée après la vente en  février 2017, à KKR, d'une division d'Airbus spécialisée dans l'électronique militaire, employant 4 000 personnes et générant un chiffre d'affaires d'environ 1 milliard d'euros.
En avril 2019, Hensoldt acquiert une grande partie du groupe français Nexeya, ayant un chiffre d'affaires de 125 millions d'euros.
Fin décembre 2020, l'État allemand fait un de ses très rares investissements dans le secteur de la défense en achetant 25,1 % des parts pour une estimation de 464 millions d'euros.
En avril 2021, Leonardo, groupe industriel italien, prend une participation de 25 % dans Hensoldt pour 606 millions d'euros. L'acquisition est finalisée le 1er mars 2022 pour 606 millions d'euros.
En avril 2024, Hensoldt finalise l'acquisition d'« ESG Elektroniksystem und Logistik-GmbH », une entreprise allemande spécialisée de l'électronique de défense et de la logistique,.